# Ángel Lekumberri
Ángel Lekumberri García (Pamplona, Navarra, 21 de enero de 1970) es un exfutbolista español que se desempeñaba como centrocampista.

## Clubes
| Club             | País   | Año       |
| ---------------- | ------ | --------- |
| U. P. Langreo    | España | 1988-1991 |
| Bilbao Athletic  | España | 1991-1994 |
| S. D. Compostela | España | 1994-2000 |
| C. A. Osasuna    | España | 2000-2003 |
| Levante U. D.    | España | 2003-2004 |
| U. P. Langreo    | España | 2004-2006 |
| CD Cudillero     | España | 2006-2007 |